# جامع حمزة الفوقاني
جامع حمزة الفوقاني، وهو من مساجد العراق القديمة الأثرية الواقعة في محافظة البصرة، ولقد بني في عهد الدولة العثمانية عام 1216هـ/1801م، ويقع في قرية حمزة الفوقاني التابعة لقضاء أبي الخصيب، ولقد كان مبنى المسجد مشيد من مادة اللبن والطين، وتم تجديدهُ عدة مرات وأعيد بناؤهُ فبني بالطابوق وبتصميم معماري حديث كان آخرها في عام 1382هـ/ 1962م، وتم توسيع مصلى الحرم ليتسع لأكثر من 150 مصل.
وتقام في الجامع حالياً صلاة الجمعة وصلاة العيدين والصلوات الخمس، ومن نشاطاتهِ إقامة دورات لتحفيظ القرآن الكريم لطلبة المدراس في العطلة الصيفية.